# Tivoli (Nova York)
Tivoli és una vila situada al comtat de Dutchess a l'estat de Nova York. Es va fundar l'any 1872. L'any 2000 tenia 1.163 habitants i una densitat de 256 habitants per km².

## Geografia
Tivoli està situat a les coordenades 43° 3′ 34″ N, 73° 53′ 56″ O / 43.05944°N,73.89889°O. Segons l'Oficina de Cens la vila té una àrea de 5 km², dels quals 5 km² són terra i 0 km² d'aigua.

## Demografia
Segons l'Oficina de Cens l'any 2000 els ingressos mitjans per llar eren de 40.536 $ i els ingressos mitjans per família eren 53.393 $. Els homes tenien uns ingressos mitjans de 41.375 $ enfront 26.000 $ per les dones. La renda per capita era de 20.478 $. Aproximadament el 17,5% de la població estava per sota del llindar de la pobresa.